# Xã Tampico, Quận Whiteside, Illinois
Xã Tampico (tiếng Anh: Tampico Township) là một xã thuộc quận Whiteside, tiểu bang Illinois, Hoa Kỳ. Năm 2010, dân số của xã này là 1.148 người.